# Кампо-Лігуре
Кампо-Лігуре, Кампо-Ліґуре (італ. Campo Ligure, ліг. Campo) — муніципалітет в Італії, у регіоні Лігурія,  метрополійне місто Генуя.
Кампо-Лігуре розташоване на відстані близько 430 км на північний захід від Рима, 24 км на північний захід від Генуї.
Населення — 2988 осіб (2014).

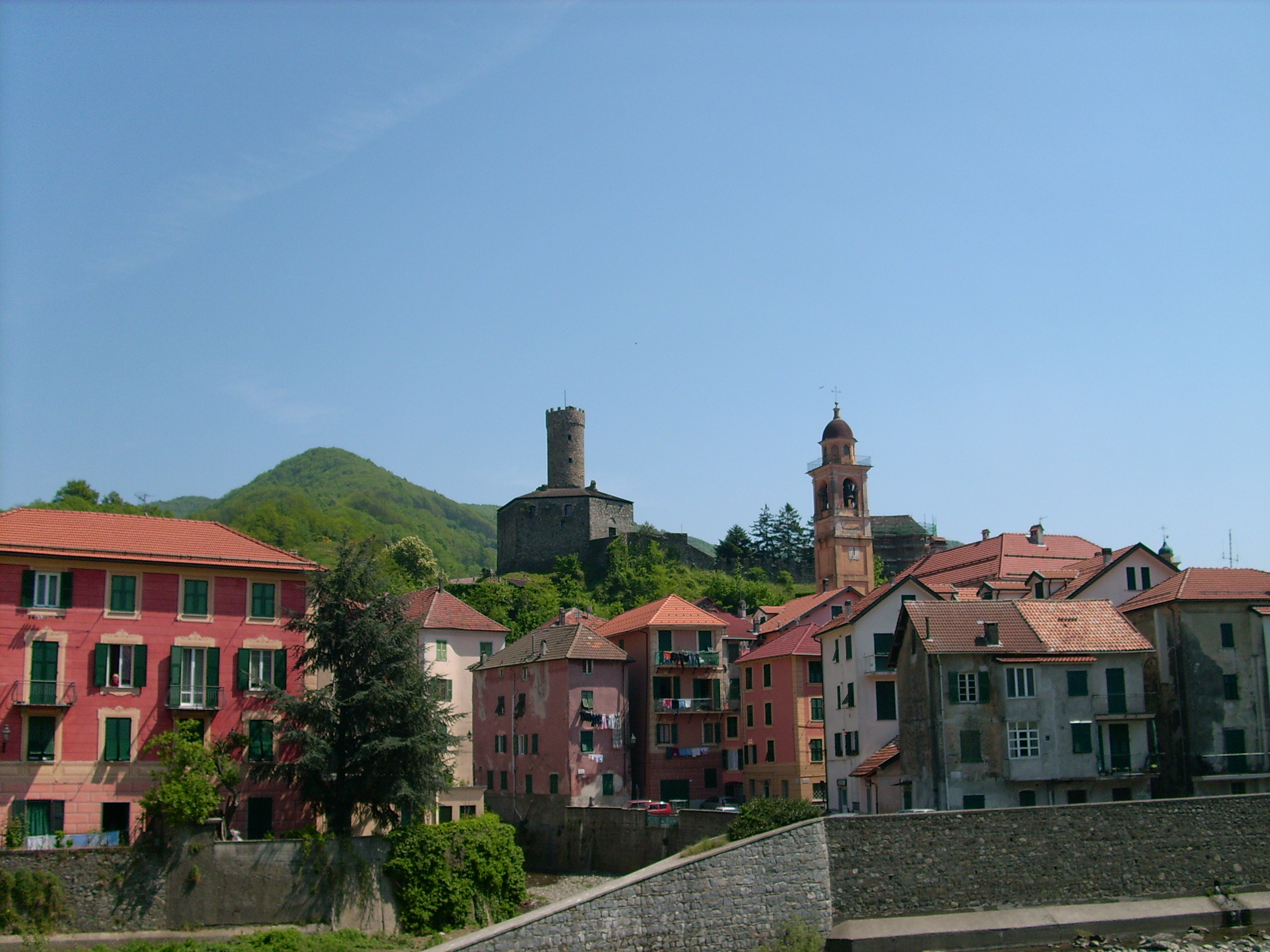

Щорічний фестиваль відбувається 22 липня. Покровитель — santa Maria Maddalena.

## Демографія
Населення за роками:

Станом на 1 січня 2023 року в муніципалітеті офіційно проживало 206 іноземців з 32 країн, серед них 39 громадян країн Євросоюзу та 6 громадян України.

## Сусідні муніципалітети
- Бозіо
- Мазоне
- Россільйоне
- Тільєто

## Міста-побратими
- Корблен, Франція (2010)